# Cymbidium nujiangense
Cymbidium nujiangense là một loài thực vật có hoa trong họ Lan. Loài này được X.P.Zhou, S.P.Lei & Z.J.Liu mô tả khoa học đầu tiên năm 2007.